# Ethie Castle

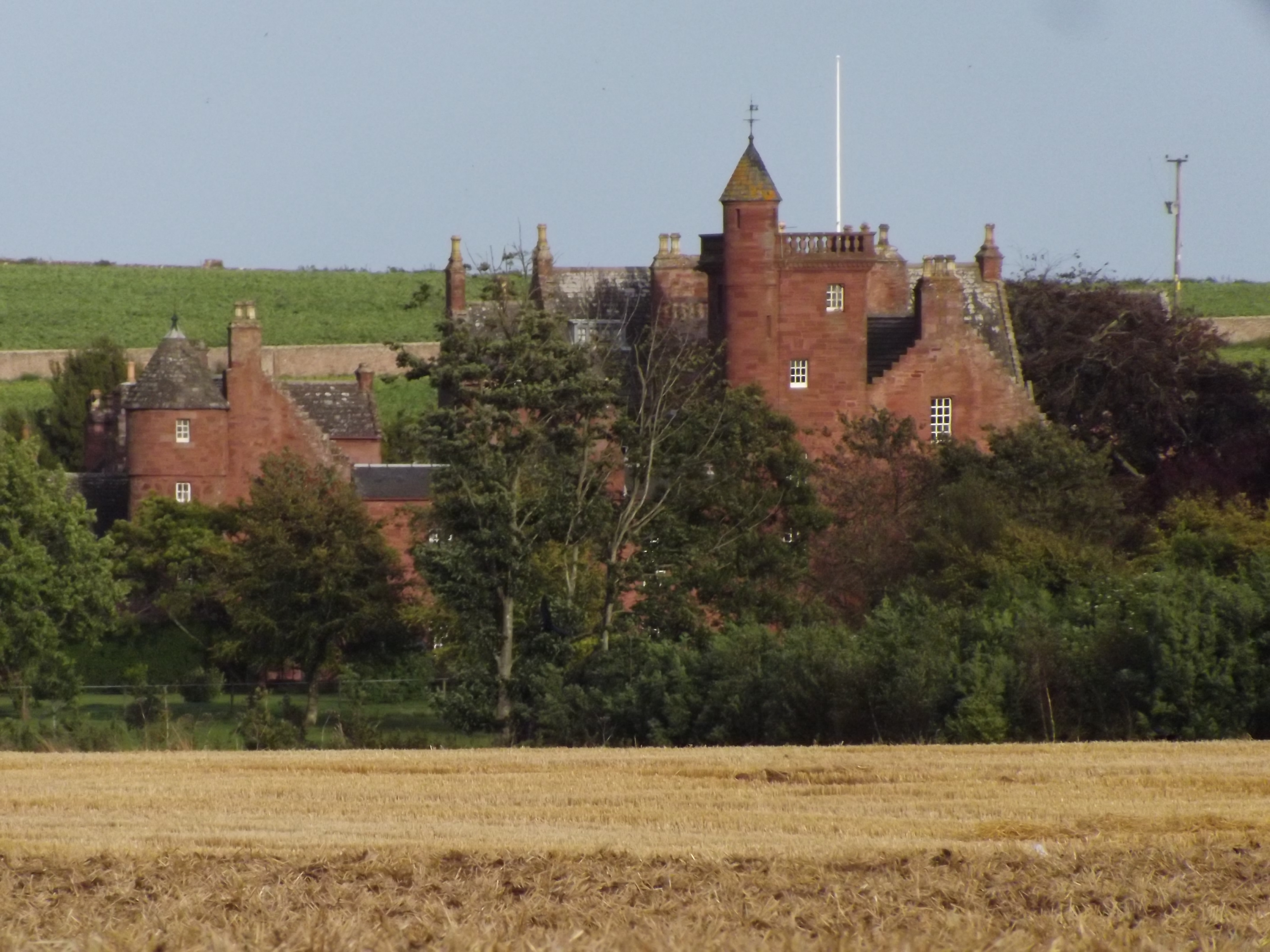
Ethie Castle

Ethie Castle ist ein Schloss nahe der Ortschaft Inverkeilor und der Stadt Arbroath in Angus, Schottland. Es wurde in die schottischen Denkmallisten in der höchsten Kategorie A aufgenommen.
Die Aufzeichnungen über das Schloss gehen bis ins frühe 14. Jahrhundert zurück, als Mönche des benachbarten Arbroath Abbey einen Wohnturm aus Sandstein errichteten. Ethie Castle gelangte später von der Familie de Maxwell in den Besitz Schottlands letzten Kardinals, David Beaton, der 1546 im Zuge der Reformation in St Andrews ermordet wurde. 1665 erwarb es die Carnegie Familie (die späteren Earls of Northesk) und hielt es bis 1928, als es an William Cunningham Hector verkauft wurde.
Ethie Castle soll Vorlage für das fiktive Castle of Knockwhinnock in Sir Walter Scotts Roman The Antiquary (deutsch: Der Alterthümler. Ein romantisches Gemälde.) gewesen sein. Sir Walter Scott war ein enger Freund von Wiliam Carnegie, 8. Earl of Northesk und wohnte häufiger auf dem Schloss.
Ethie Castle wurde später von Alistair Forsyth, Chief des Clans Forsyth, renoviert und seither als Sitz des Clans benutzt. Heute befindet sich das Schloss im Besitz der Familie de Morgan und wurde zu einem Hotel umgebaut.

## Geister
Es heißt im Schloss treibe ein Geist sein Unwesen.